# Koromysło

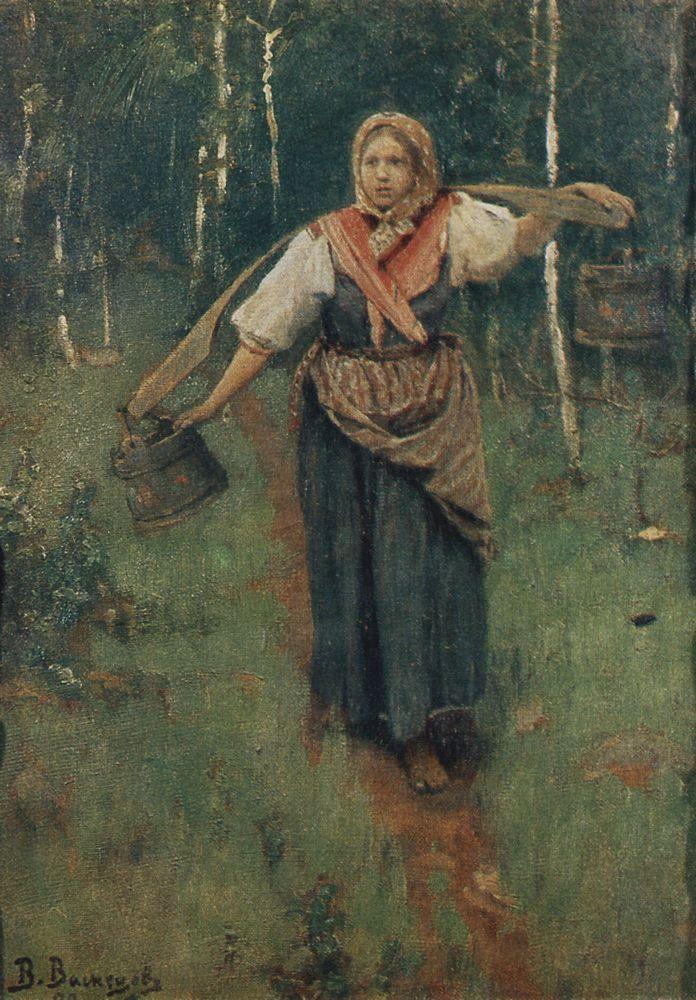
Dziewczyna z koromysłem (mal. Wiktor Wasniecow)

Koromysło (lm koromysła) – nosidło, pałąkowaty drewniany przyrząd ułatwiający przenoszenie na barkach ciężarów; nazwa zapożyczona z języka ukraińskiego (корóмисло).
Stosowany głównie w gospodarstwie wiejskim, gdzie służy do noszenia wiader z wodą z rzeki lub studni. Ma kształt nakładanej na ramiona, pałąkowatej belki z wycięciem na szyję. Dwa pojemniki o zbliżonych masach zawieszane są na hakach po obu końcach pałąka, dzięki czemu obciążenie koromysła zachowuje równowagę.
Inne spotykane w polszczyźnie nazwy gwarowe i regionalne: sądy, jarzemka, kluki, siudy, kule, szelki, pydy (pedy), szuńdy.